# Quantum praedecessores
Quantum praedecessores byla papežská bula vydaná Evženem III. dne 1. prosince 1145, pro svolání nové křížové výpravy (v pořadí druhé) na Blízký východ. Bula byla sepsána v italském městě Vetralla a adresována francouzskému králi Ludvíku VII.
Důvodem vydání buly byla zpráva, která se dostala do západní Evropy o obléhání Edessy, která se 24. prosince 1144 dostala do tureckých rukou. Ztráta Edessy znamenala ztrátu jednoho z největších a nejstarších křesťanských měst na východě. Francouzský král a jeho poddaní, kteří se podíleli na křížové výpravě měli osvobodit Edessu a její okolí. Papež v bule slibuje všem, kdo se budou podílet na křížové výpravě jak plnomocné odpustky ode všech trestů za hříchy, tak i církevní ochranu pro jejich rodiny a majetek. Kromě toho, papež stanovil, že všichni kdo se účastní křížové výpravy a zemřou při ní, získají pro svou duši plnomocné odpustky.